# Tasso di ritenzione degli utili
Il tasso di ritenzione degli utili è la parte degli utili reinvestiti da un'azienda.
Normalmente le aziende quotate in borsa non distribuiscono tutti gli utili prodotti dalle attività aziendali in un anno ai propri azionisti. Talvolta infatti si impongono scelte che per far crescere l'azienda necessitano di ulteriori investimenti.
Dagli utili quindi prodotti dall'azienda in un anno, l'amministrazione potrà decidere di trattenerne una percentuale per reinvestirla e distribuire solo il restante agli azionisti. Ovviamente questo investimento si ripercuote sul prezzo dell'azione che, se il mercato ritiene essere un buon investimento, salirà.
La percentuale degli utili che viene trattenuta dall'azienda per nuovi investimenti si chiama appunto tasso di ritenzione degli utili.
La formula con cui viene espresso è: TRU=(EPS-DIV)/EPS ; dove DIV sono i dividendi per azione ed EPS gli utili per azione.